# Le Fils du brigadier
Le Fils du brigadier est un opéra-comique en 3 actes d'Eugène Labiche et Alfred Delacour, musique de Victor Massé, mise en scène d'Eugène Mocker, représenté pour la première fois à Paris à l'Opéra-Comique le 25 février 1867.
Le livret est publié aux éditions Librairie Dramatique.

## Distribution
| Personnages            | Créateurs               |
| ---------------------- | ----------------------- |
| Émile, lieutenant      | Achille-Félix Montaubry |
| Le brigadier Cléopatre | Crosti                  |
| Bittermann, adjudant   | Sainte-Foy              |
| Benito, aubergiste     | Prilleux                |
| Frédéric, lancier      | Leroy                   |
| Thérèse                | Marie Rôze              |
| Catalina               | Caroline Girard         |
| La colonelle           | Mme Révilly             |